# Gao Fangyun
Gao Fangyun född 1783, död 1860, var en kinesisk diktare. 
Hon var dotter till Gao Yulin och gift med Zhang Donglin och tillhörde en adlig familj . Hennes make var dock fattig och hade en mycket instabil karriär, vilket innebar att Gao Fangyun inte levde i en adlig standard utan själv skötte hushållet och fick arbeta, något hon mottog sympati för inom adeln, särskilt på grund av den beundran hon fick för sin begåvning. Hennes dikter handlar ofta om växtlivet. En diktsamling publicerades postumt 1877. Hon var berömd och uppskattad i 1800-talets Kina. 